# Um Conto de Natal
Un conte de Noël (br/pt: Um Conto de Natal) é um filme francês de Arnaud Desplechin, estreou em 2008

## Elenco
- Catherine Deneuve
- Mathieu Amalric
- Chiara Mastroianni
- Melvil Poupaud
- Anne Consigny
- Emmanuelle Devos